# Straszewo (gromada w powiecie aleksandrowskim)
Straszewo – dawna gromada, czyli najmniejsza jednostka podziału terytorialnego Polskiej Rzeczypospolitej Ludowej w latach 1954–1972.
Gromady, z gromadzkimi radami narodowymi (GRN) jako organami władzy najniższego stopnia na wsi, funkcjonowały od reformy reorganizującej administrację wiejską przeprowadzonej jesienią 1954 do momentu ich zniesienia z dniem 1 stycznia 1973, tym samym wypierając organizację gminną w latach 1954–1972.
Gromadę Straszewo z siedzibą GRN w Straszewie utworzono – jako jedną z 8759 gromad na obszarze Polski – w powiecie aleksandrowskim w woj. bydgoskim, na mocy uchwały nr 24/1 WRN w Bydgoszczy z dnia 5 października 1954. W skład jednostki weszły obszary dotychczasowych gromad Seroczki, Straszewo i Zazdromin ze zniesionej gminy Koneck oraz obszary dotychczasowych gromad Poczałkowo i Przybranówek ze zniesionej gminy Służewo w tymże powiecie. Dla gromady ustalono 19 członków gromadzkiej rady narodowej.
Gromadę zniesiono 1 stycznia 1969, a jej obszar włączono do gromad Służewo (sołectwa Poczałkowo i Przybranówek), Koneck (sołectwa Straszewo i Zazdromin) i Zakrzewo (sołectwo Seroczki) w tymże powiecie.